# Плунгеський район
Плунгеський район (лит. Plungės rajono savivaldybė) — муніципалітет районного рівня на заході Литви, що знаходиться у Тельшяйському повіті. Адміністративний центр — місто Плунге.

## Адміністративний поділ та населені пункти
Район включає 11 староств:
- Альседжяйське (лит. Alsėdžių seniūnija; адм. центр: Альседжяй)
- Бабрунгаське (лит. Babrungo seniūnija; адм. центр: Бабрунгас)

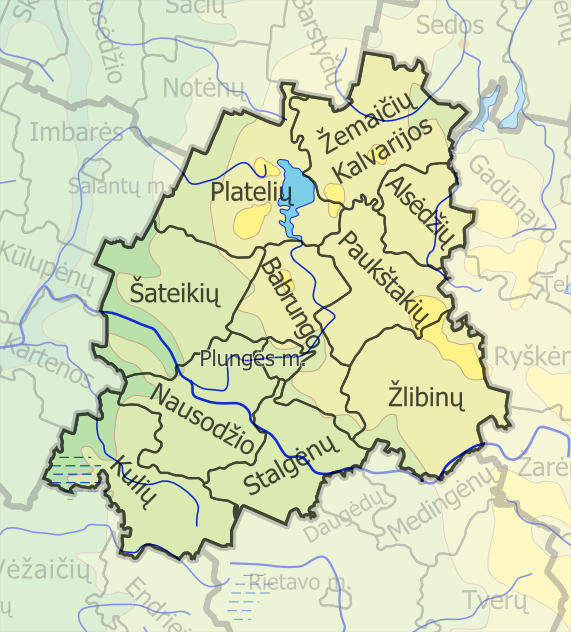
Староства Плунгеського району

- Жемайчю-Калварійське (лит. Žemaičių Kalvarijos seniūnija; адм. центр: Жемайчю-Калвария)
- Жлибінайське (лит. Žlibinų seniūnija; адм. центр: Жлибінай)
- Куляйське (лит. Kulių seniūnija; адм. центр: Куляй)
- Наусоджське (лит. Nausodžio seniūnija; адм. центр: Варкаляй)
- Паукштакяйське (лит. Paukštakių seniūnija; адм. центр: Грумбляй)
- Плателяйське (лит. Platelių seniūnija; адм. центр: Плателяй)
- Плунгеське міське (лит. Plungės miesto seniūnija; адм. центр: Плунге)
- Сталгенайське (лит. Stalgėnų seniūnija; адм. центр: Сталгенай)
- Шатейкяйське (лит. Šateikių seniūnija; адм. центр: Шатейкяй)

Район містить 1 місто — Плунге; 4 містечка — Альседжяй, Куляй, Плателяй та Жемайчю-Калварія; 206 сіл.
Чисельність населення найбільших поселень (2001):
- Плунге — 23 646 осіб
- Варкаляй — 1 234 осіб
- Плателяй — 1 021 осіб
- Альседжяй — 956 осіб
- Жемайчю-Калварія — 798 осіб
- Куляй — 704 осіб
- Шатейкяй — 676 осіб
- Прусаляй — 640 осіб
- Бабрунгас — 616 осіб
- Сталгенай — 465 осіб

## Населення
Згідно з переписом 2011 року у районі мешкало 38 151 особа.
Етнічний склад:
- Литовці — 98,54 % (37594 осіб);
- Росіяни — 0,51 % (195 осіб);
- Українці — 0,11 % (42 осіб);
- Білоруси — 0,07 % (25 осіб);
- Поляки — 0,05 % (20 осіб);
- Інші — 0,72 % (275 осіб).

## Відомі люди

### В районі народилися
- Юозас Домаркас (р.1936) — диригент, народний артист СРСР (1986)
- Йосеф Шломо Каханеман (1886—1969) — ортодоксальний рабин, глава Паневежиської єшиви, депутат литовського Сейму в 1923—1925 роках.